# Jaume Picas
Jaume Picas i Guiu, (Barcelona, 30 de noviembre de 1921-Barcelona, 11 de octubre de 1976) fue un escritor, director, actor y promotor cultural español en lengua catalana, relacionado con el teatro catalán y la Nova Cançó. 

## Trayectoria profesional y como autor
Inició sus estudios de letras, pero se incorporó al ejército republicano, se fue al exilio y volvió en 1941. Estudió derecho y fue uno de los fundadores del Esbart Verdaguer. Participó en la Comissió Abat Oliba. Fue colaborador de Ariel, y como crítico cinematográfico de las revistas Fotogramas y Jano, también hizo programas en catalán para radio y televisión. En 1960 escribía guiones para el programa «Historia del amor» de Ràdio Barcelona y en 1961 escribió junto a Alberto Vidal, para el programa «En la ciudad», en la misma emisora, también dirigió el espacio infantil «Tambor», escrito por Armando Matías Guiu. Y entre febrero y junio de 1971 realizó y presentó «En totes direccions».
Para la emisión televisiva «Teatro catalán», del Circuito Catalán de Televisión Española (RTVE), Picas adaptó, entre otras, las obras "La vetlla dels morts", de Joaquim Ruyra; "Pilar Prim", de Narcís Oller; "Gabriel, Alta Costura", de Carles Soldevila; "Mar i cel", de Ángel Guimerà; "Tot a punt per al serial", de Joaquim Carbó; "El pati blau", de Santiago Rusiñol, y "Cura de moro", de Frederic Soler «Pitarra». Fue autor de obras, emitidas por televisión, como "Innocents a la selva" o "La innocència jeu al sofà" (1967). Adaptó también el texto "El comiat de la Teresa", de Prudenci Bertrana, para una telecomedia de TVE.
Fue asesor literario de Edigsa (Editora General Societat Anònima), una empresa discográfica, fundada en 1961 por Josep Espar i Ticó. Picas escribió o adaptó numerosas letras para artistas de la Nova Cançó, como La Trinca. Escribió también la letra de los temas del disco "Història de Catalunya amb cançons" (1971) sobre melodías de Antoni Ros Marbà. Publicó las novelas Un gran cotxe negre (1968) y Tren de matinada (1968), en la que se basó la película Palabras de amor del director Antoni Ribas, protagonizada por Joan Manuel Serrat. También escribió el libreto de la ópera Amunt! de Juan Altisent. 
Escribió junto al también escritor Josep Maria Espinàs el Himno del Fútbol Club Barcelona, con música de Manuel Valls i Gorina.